# Stew
Stew, all'anagrafe Mark Stewart (Los Angeles, 16 agosto 1961) è un musicista, compositore, librettista cantante e paroliere statunitense.

## Biografia
È noto soprattutto per essere l'autore del musical Passing Strange, debuttato con successo a Broadway nel 2008. Il musical ottenne recensioni positive e sette candidature ai Tony Award – il massimo riconoscimento del teatro americano – e quattro delle nomination andarono allo stesso Stew nelle sue vesti di attore, compositore, librettista ed arrangiatore. Vinse il premio per il miglior libretto, oltre a due Drama Desk Award e un Obie Award. L'ultima replica del musical a Broadway fu filmata da Spike Lee e distribuita come il film omonimo.

## Filmografia parziale
- Passing Strange, regia di Spike Lee (2009)

## Riconoscimenti
- Tony Award
  - 2008 – Candidatura al miglior attore in un musical per Passing Strange
  - 2008 – Candidatura alla miglior colonna sonora originale per Passing Strange
  - 2008 – Miglior libretto di un musical per Passing Strange
  - 2008 – Candidatura alla miglior orchestrazione per Passing Strange
- Drama Desk Award
  - 2008 – Candidatura al miglior libretto di un musical per Passing Strange
  - 2008 – Miglior colonna sonora per Passing Strange
  - 2008 – Migliori testi di un musical per Passing Strange
  - 2008 – Candidatura ai migliori arrangiamenti per Passing Strange